# Axel Rouquette
Axel David Rouquette (* 1. Januar 2003) ist ein französischer Fußballspieler.

## Karriere
Rouquette begann seine Karriere beim RC Lens. Zur Saison 2022/23 wechselte er in die Schweiz zur Reserve des FC St. Gallen. In seiner ersten Saison in der Promotion League kam er zu 20 Einsätzen. In der Saison 2023/24 absolvierte er 30 Drittligapartien für St. Gallen.
Zur Saison 2024/25 wechselte Rouquette zum österreichischen Zweitligisten SC Austria Lustenau, bei dem er einen bis 2026 laufenden Vertrag erhielt. Sein Debüt in der 2. Liga gab er im August 2024, als er am ersten Spieltag jener Saison gegen den SV Lafnitz in der Startelf stand.